# Taryn Kloth
Taryn Kloth, född 10 april 1997 i Sioux Falls, USA, är en beachvolley- och volleybollspelare.
Kloth studerade vid Creighton University, där hennes fokus var på volleyboll (som vänsterspiker). Under Covid-19-pandemin studerade hon ett extra år vid Louisiana State University (LSU) och ändrade då fokus till beachvolley. Hon vann samtliga matcher som hon spelade i NCAA Beach Volleyball Championship.
Hon har spelat på AVP Tour sedan 2021 tillsammans med Kristen Nuss. Under första säsongen vann de tävlingen i Atlanta. Under 2022 vann de tävlingarna i Austin, Chicago och Phoenix. De började även spela internationellt på Volleyball World Beach Pro Tour 2022 där de vann både Future och Challenger-turneringar och som bäst kom fyra vid en Elite16-tävling. De kom femma i världstourfinalen i januari 2023.
Under Volleyball World Beach Pro Tour 2023 vann de sin första Elite16-turnering i Uberlândia, Brasilien och nådde i övrigt som sämst kvartsfinal. På AVP Tour 2023 vann de två tävlingar och hamnade på pallen i alla tävlingar de deltog i. Vid VM 2023 tog de brons. Under Volleyball World Beach Pro Tour 2024 har de vunnit två Elite16-turneringar.